# 조 루이스 아레나
조 루이스 아레나(영어: Joe Louis Arena)은 미국 미시간주 디트로이트에 위치한 실내 경기장이다. 명칭은 헤비급 복싱 선수 조 루이스에서 따왔으며, 과거 NHL 디트로이트 레드윙스의 홈 경기장으로 했으며, NBA 디트로이트 피스턴스의 제2홈경기장으로 사용했으며, WNBA 디트로이트 쇼크 2006년 파이널 5차전 홈경기장으로 사용했다.

## WNBA경기
| 날짜           | 팀1                 | 스코어  | 팀2             |
| -------------- | ------------------- | ------- | --------------- |
| 2006년 9월 9일 | 새크라멘토 모나크스 | 75 - 80 | 디트로이트 쇼크 |

| NHL 올스타전 개최 경기장 |                         |         |
| 1979년                   | 1980년 조 루이스 아레나 | 1981년  |
| 미개최                   | 1980년 조 루이스 아레나 | 더 포럼 |
|                          |                         |         |
|                          |                         |         |